# Blackout (álbum de Scorpions)
Blackout es el octavo álbum de estudio de la banda alemana de hard rock y heavy metal Scorpions, publicado en 1982 en Europa por los sellos Harvest/EMI y en los Estados Unidos por Mercury Records. El proceso de grabación comenzó a principios de 1981 en Grasse (Francia), pero tuvieron que suspenderlo después de que Klaus Meine presentara un problema en su voz. Primeramente se sometió a un tratamiento y a una operación, pero en mayo de 1981 le encontraron nódulos en sus cuerdas vocales. Aun cuando pensó en renunciar, sus compañeros lo alentaron para que buscase a otros especialistas y así encontró a un médico experto en cantantes en Austria. Después de una segunda operación y un largo reentrenamiento de cerca de seis meses, el vocalista salió triunfante del problema.
Mientras Meine se recuperaba, los demás integrantes aprovecharon de descansar, a excepción del baterista Herman Rarebell que, junto con otros músicos, grabó su primer álbum solista Nip in the Bud. En el cuarto cuatrimestre se reunieron en los estudios de Dieter Dierks en Colonia, pero como el vocalista aún no estaba en condiciones, el productor recurrió a Don Dokken para que cantara los tonos altos de los coros en determinadas canciones. No obstante, a finales de 1981, Meine, con su voz recuperada, grabó todas las partes vocales —incluidos los tonos altos—, por lo que el estadounidense señaló que es difícil saber si su voz quedó en la grabación final o no.
Blackout recibió reseñas positivas por parte de la prensa especializada y es considerado uno de los mejores álbumes de su carrera, como también uno de los mejores del hard rock y heavy metal, en general. Además, la crítica destacó la producción, la voz de Meine, la calidad de las composiciones, el sonido de la banda y la portada; obra del artista austriaco Gottfried Helnwein. Asimismo, significó para la banda un gran avance comercial en los principales mercados mundiales, por ejemplo llegó al primer lugar en la lista musical de Francia, al décimo en Alemania, al undécimo en Canadá y el Reino Unido, y marcó el debut de Scorpions en los conteos de los Países Bajos y Finlandia. Por su parte, llegó a ser su primer álbum en entrar entre los diez más vendidos en el Billboard 200 de los Estados Unidos, como también el primero en lograr una certificación discográfica por parte de la Recording Industry Association of America (RIAA).
Para promocionarlo se publicaron tres sencillos: «Now!» —editado solo en Japón—, «Can't Live Without You» y «No One Like You». Este último llegó hasta el primer lugar en el Mainstream Rock Tracks y logró ser el primer sencillo de Scorpions en entrar en el Billboard Hot 100. Por su parte, en febrero de 1982 iniciaron su gira Blackout Tour, que les permitió tocar por Europa, Norteamérica y Japón, y presentarse por primera vez en vivo en Finlandia, España e Italia. Por otro lado, en 2015, como parte de la celebración del 50° aniversario de la banda, se remasterizó con cuatro pistas adicionales: las versiones demo de «Blackout» y de tres canciones descartadas, un DVD con un concierto en vivo y los videoclips de «No One Like You» y «Arizona».

## Antecedentes

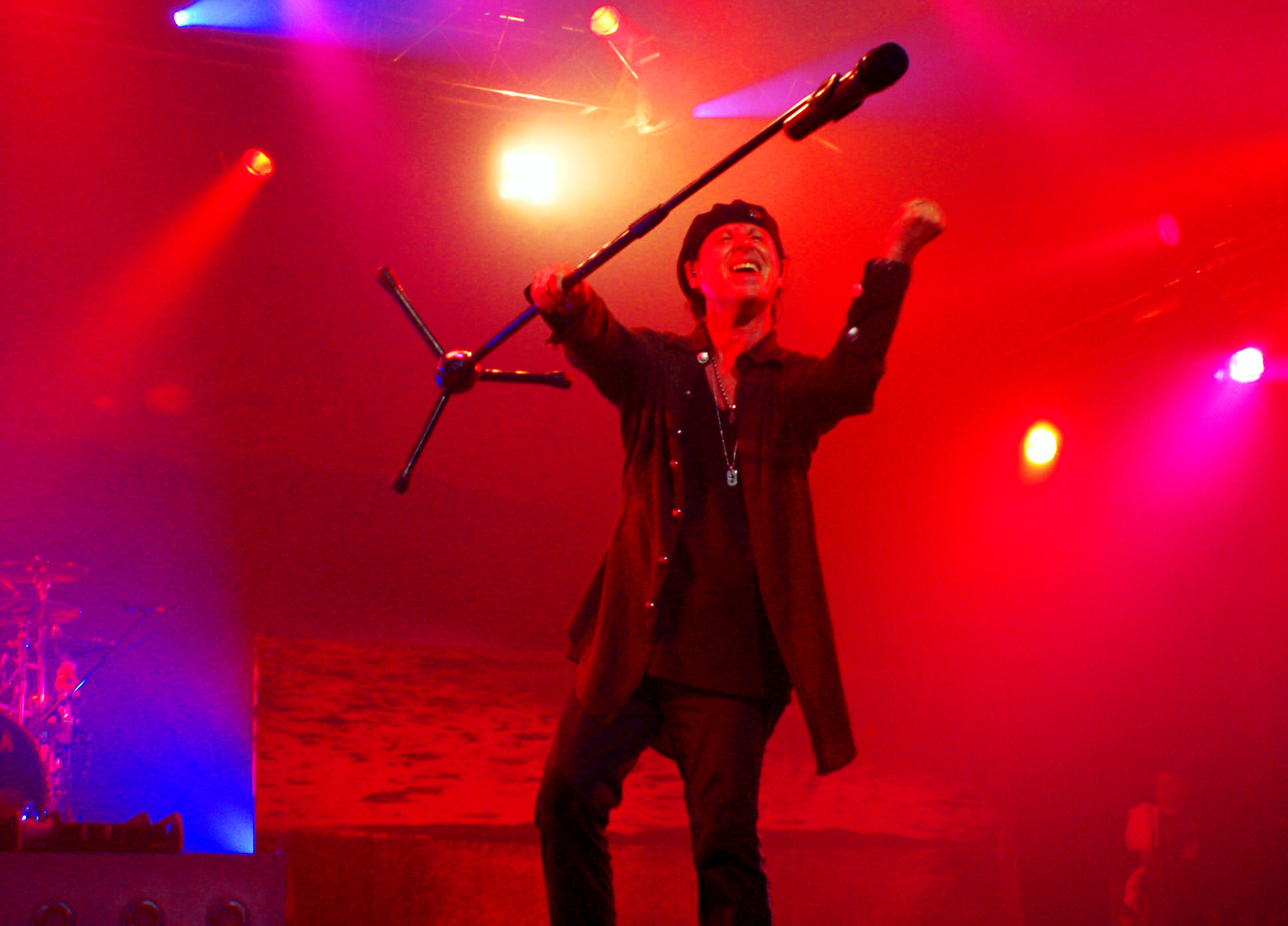
El problema vocal que sufrió Klaus Meine lo devastó tanto, que pensó en dejar la banda en 1981

Entre diciembre de 1979 y febrero de 1980 la banda trabajó en Animal Magnetism, cuya grabación —a diferencia de sus álbumes anteriores— se realizó en la sala dos de los Dierks Studios porque la principal estaba en remodelación. A pesar de que era más pequeño que el estudio uno, se vieron obligados a trabajar en él porque gran parte de su gira promocional ya estaba programada, incluso antes de que la grabación comenzara. Con más de cien presentaciones por Europa y Norteamérica, el tour culminó el 28 de octubre de 1980 en Londres. Después de un descanso, a principios de 1981 la banda se trasladó al sur de Francia para trabajar en su nueva producción. Mientras estaba en ese país, Klaus Meine comenzó a tener problemas con su voz. Al principio le dificultaba alcanzar los tonos altos y mantener su registro, pero la situación empeoró con el paso de los días hasta el punto que ya no podía hablar.
De regreso en Alemania, Meine empezó un tratamiento en el Hospital de la Universidad de Colonia, pero el daño era tan severo que tuvieron que operarlo. A pesar de que la cirugía fue un éxito, en mayo de 1981 le encontraron nódulos en sus cuerdas vocales. Así que el médico le aconsejó que dejara de cantar, pues el daño era muy grave. Aun cuando pensó en renunciar, el resto de la banda —sobre todo Rudolf Schenker— optó por paralizar el proceso de composición y lo motivaron para que buscara otros especialistas. Con el apoyo de sus compañeros y de su familia, Meine viajó a Viena (Austria) para tratarse con un médico experto en cantantes. Después de una segunda operación y un largo reentrenamiento de cerca de seis meses, Meine salió triunfante del problema. Según reportó el periódico Deseret News en junio de 1984, el tratamiento consistía en aplicarle pequeñas descargas con un par de electrodos para mantener sus cuerdas vocales «sueltas». Además, un profesor de canto alemán lo ayudaba a calentar su voz, desde vocalizar escalas hasta que pudiera interpretar una canción completa. De acuerdo con el baterista Herman Rarebell, todo el proceso, desde que el vocalista presentó los primeros síntomas hasta que estuvo recuperado del todo, duró alrededor de nueve meses. Cabe indicar que desde que se recuperó, Meine calentaba su voz antes de comenzar un concierto y trataba de forzarla al máximo en los espectáculos.
En 2012, en una entrevista concedida a la página Noise Creep, Meine atribuyó su problema vocal a los primeros días de Scorpions: «Cuando estaba Michael [Schenker] en la banda, mi voz sonaba muy agradable y limpia. Pero estábamos tocando covers de rock y quería que mi voz sonara más sucia. Así que empecé a romper mi voz gritando durante esos días varias horas». Además, señaló que en esos años tocaban de cinco a seis horas por noche con solo breves descansos y que eso, junto con las giras y las horas en los estudios de grabación, le pasaron factura. Desde el punto de vista del bajista Francis Buchholz, Meine inconscientemente afectó su voz porque «iba de cero a cien en un minuto», sin calentarla ni prepararla antes de los conciertos.

## Grabación y la participación de Don Dokken

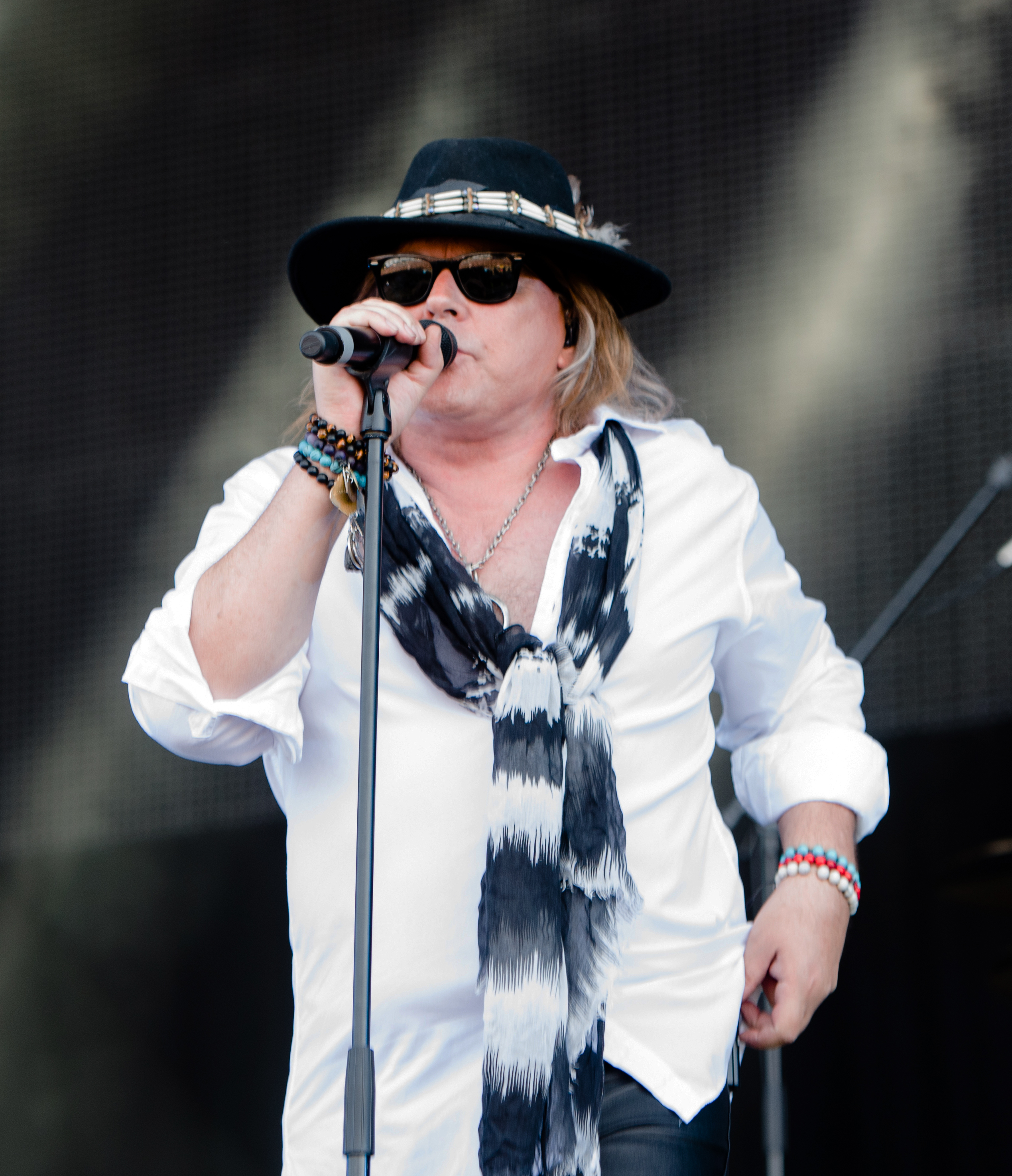
Gracias a la intervención del productor, Don Dokken ayudó con los tonos altos de los coros en ciertas canciones

En febrero de 1981 la banda arrendó una casa en la Villa San Pecaire de Saint Jacques en Grasse, al sur de Francia, con la finalidad de trabajar en un recinto al aire libre y no en el típico estudio de grabación. Allí escribieron las primeras maquetas con la ayuda del estudio móvil del productor Dieter Dierks, pero el problema vocal de Meine los obligó a paralizar el proceso a finales de marzo. Mientras el vocalista buscaba una solución a su dilema, los demás integrantes aprovecharon de tomar un descanso. Por ejemplo, el guitarrista Rudolf Schenker se fue de vacaciones a Filipinas y descubrió que gracias al mercado negro sus canciones era populares en ese país, en especial la power ballad «Holiday». Por su parte, el baterista Herman Rarebell junto con otros músicos grabó su primer álbum solista, Nip in the Bud, que salió a la venta en 1981 solo en Europa y Japón, mientras que en los Estados Unidos se publicó en 1986.
De acuerdo con Schenker, en septiembre o en octubre se volvieron a reunir, pero esta vez en los estudios Dierks en Colonia (Alemania). Como Meine aún no estaba en condiciones, el productor recurrió al cantante Don Dokken, a quien conoció por intermedio de Niko, el intérprete de Scorpions en su primera gira por los Estados Unidos. Dierks presenció uno de sus conciertos en un club de los Estados Unidos y, aunque no le agradó mucho la banda, consideró que su voz era muy buena y tenía similitudes con la de Meine. Semanas más tarde, lo invitó para que cantara los tonos altos de los coros en las canciones «No One Like You», «Dynamite» y «You Give Me All I Need», y a cambio le prestó las instalaciones de su estudio por una semana para que hiciera un demo. Como también estaban presente en el lugar la agrupación Accept y su mánager Gaby Hauke, ella presentó la cinta a Carrere Records y así Dokken pudo publicar en el mismo año su álbum debut Breaking the Chains.
Tanto la grabación como la mezcla se realizaron entre noviembre de 1981 y enero de 1982 en los estudios Dierks, mientras que la masterización se llevó a cabo en Masterdisk en Nueva York. Meine —ya con su voz recuperada— grabó todas las partes vocales, incluidos los tonos altos de los coros; es por esa razón que Don ha señalado que es difícil saber si su voz terminó en las pistas o no. Aunque existió rumores de que el estadounidense sería el nuevo cantante de Scorpions, él las ha desmentido afirmando que nunca le ofrecieron su lugar ni tampoco se le pasó por la mente reemplazarlo. Más tarde, él dijo a la revista en línea Metal Rules: «Incluso si me hubieran pedido que lo reemplazara, habría dicho ¿Estás loco? Si me pidieran cantar en Scorpions, lo cual sería un sueño, diría que no porque no puedes tener Scorpions sin Klaus».

## Composición

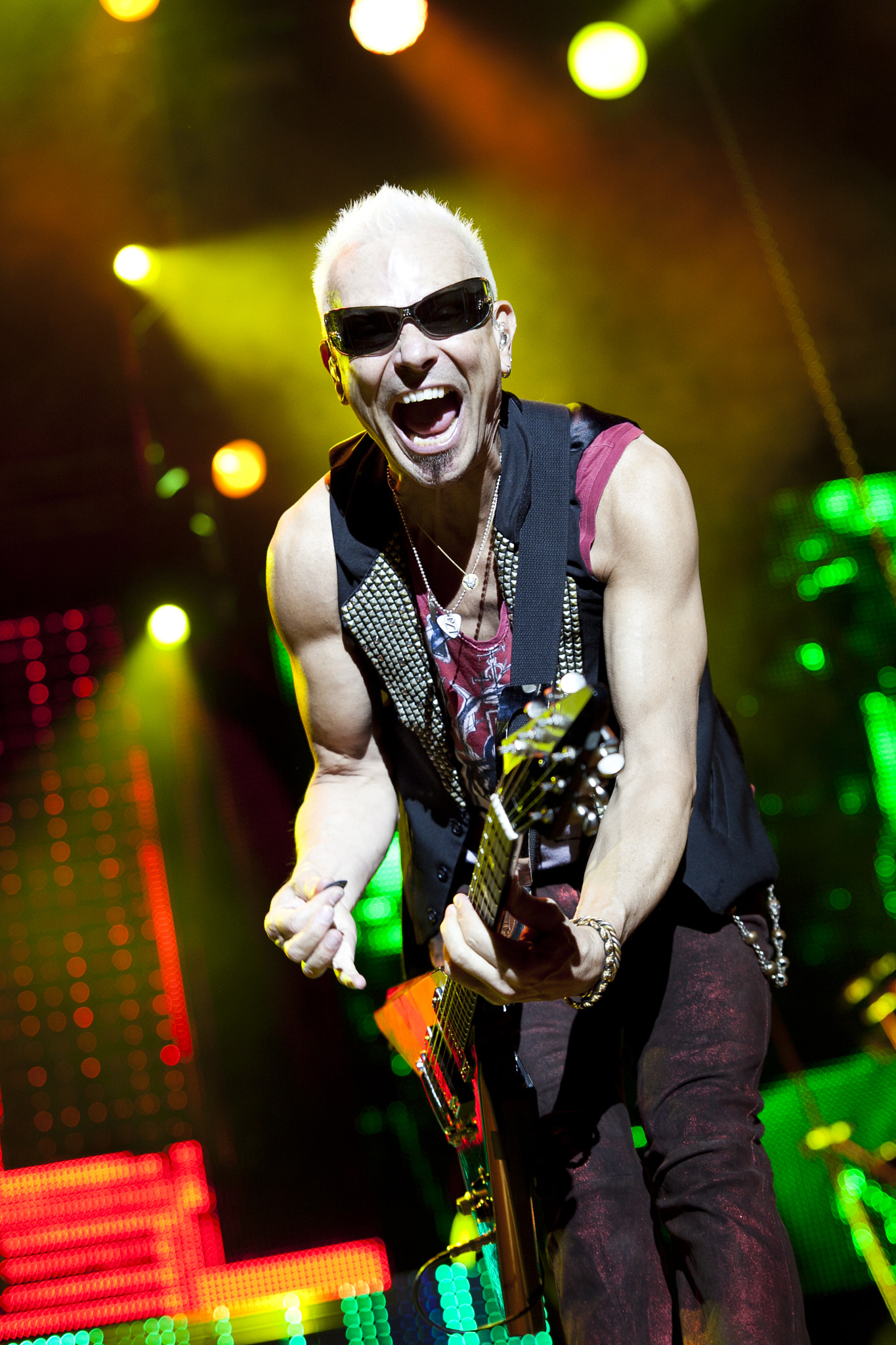
El guitarrista Rudolf Schenker compuso la música de todas las canciones

Las letras de las canciones tratan sobre asuntos personales de los músicos, como disgustos amorosos y las experiencias vividas durante las giras de conciertos. En cambio, la música mezcla los dos lados sonoros característicos de la banda: por un lado, canciones rápidas (heavy metal) y roqueras (hard rock), y por el otro, lentas y melódicas (power ballad). El disco parte con «Blackout», que está basada en una situación que le ocurrió a Schenker mientras estaban de gira con Judas Priest y Def Leppard por los Estados Unidos. De acuerdo con el guitarrista se encontraban en Cleveland compartiendo unos tragos con K. K. Downing y Glenn Tipton, y se les ocurrió mezclar cerveza, whisky y vino. Estando ebrios, fueron a la habitación de los integrantes de Def Leppard y una vez que Schenker los encontró mirando la televisión, arrojó su trago sobre el televisor haciéndolo fallar. Al día siguiente, sin recordar lo que había pasado, Rarebell le comentó que había tenido un blackout —término en inglés para referirse a la pérdida de memoria por el alto nivel de alcohol—, a lo que él les respondió «que buen título para un álbum». Durante el proceso de composición, se acordaron del hecho y entre Meine, Rarebell y Sonja Kittelsen —novia del baterista— escribieron la letra. El crítico Martin Popoff la consideró como «pieza central» del álbum con «sus versos suaves y melódicos, y riffs feroces y contundentes». «Blackout» termina con una muestra de unos cristales quebrándose, una representación sonora de la portada del disco.
«Can't Live Without You» nació de un riff de guitarra que escribió Schenker mientras veía la televisión y su letra, inspirada por su «vida en la carretera» y motivada por la «devoción de sus seguidores», trata sobre la relación de la banda con sus fanáticos. «No One Like You» tardó cuatro años en conseguir la calidad suficiente como para trabajar en ella, porque según Schenker, siempre había algo que no les gustaba a los demás músicos cuando se las presentaba. Meine era el más titubeante, pero después de que sus compañeros lo convencieron, al final terminó escribiendo la letra. Aunque en ocasiones es considerada como el arquetipo de las «idiosincráticas power ballads» de la banda, gracias a sus «power chords directos, mordaces y memorables», y a su «maravilloso solo de guitarra» interpretado por Matthias Jabs, la alejan lo suficiente de esa denominación, según Popoff. Jabs es quien tiene el mayor protagonismo, puesto que interpreta una doble armonía tanto en la introducción como en el solo. Con la misma dirección que su predecesora, «You Give Me All I Need», es una de las canciones del disco que trata de «amor y dolor en el corazón», y está basada en las experiencias personales de Rarebell. Schenker añadió la música al poco tiempo de volver de vacaciones de Filipinas y presenta una «melodía que bordea el pop rock», aunque cuenta con «al menos un mínimo de la seriedad del rock europeo».
«Now!» fue la última que escribieron y la crearon después de que el productor Dieter Dierks les solicitara una canción rápida. Schenker compuso el riff principal y le pidió a Rarebell que le «diera un gran ritmo»; una vez que consiguieron lo que querían, Meine compuso la letra con la ayuda del baterista. Igual de rápida y agresiva, «Dynamite» la escribió Schenker mientras estaba de vacaciones en Filipinas. Rarebell señaló que desde un principio se pensó para ser interpretada en vivo y está basada en los conciertos y en «estar en la carretera». Popoff señaló que, similar a «Now!», su letra trata de «sexo, fiestas y rock and roll». El crítico, además, comentó que su música posee un «speed metal ajustado, conciso y moderno para su tiempo», y que es mucho más veloz cuando Rarebell le añade un bombo doble en las presentaciones en vivo. Por su parte, «Arizona» relata sin muchos detalles una loca aventura que le ocurrió al baterista en el estado estadounidense homónimo. Según él, una noche después de presentarse en una de las ciudades de ese estado, una mujer lo llevó en su automóvil hacia las montañas y tuvieron sexo bajo las estrellas.
Con la duración más extensa del álbum, «China White» es una canción de heavy metal con una «atmósfera pesada, siniestra y desgarradora». Schenker la escribió en Filipinas y, a diferencia de las demás canciones, fungió como el guitarrista líder. Inicialmente tocó dos solos de guitarra y como no estaba seguro de cual de ellos dejar en la grabación final, decidió publicar uno en la versión estadounidense del disco y el otro en la europea. Aunque «China White» es el apodo en inglés de la droga alfa-metilfentanil (una mezcla de heroína y fentanilo), Meine «clama y grita por el triunfo del bien sobre el mal», a no ser que si trate de un adicto a la heroína —como sugiere Rarebell— con una letra «extremadamente solapada», según Popoff. El álbum cierra con la power ballad «When the Smoke is Going Down», compuesta por Schenker con una guitarra acústica en la casa que arrendaron en Francia. Cuando la presentó al resto, Rarebell le dijo que «no era tan fuerte como "Holiday"», a lo que él respondió riéndose «sí sé, pero que le voy hacer». Fue entonces cuando Meine llegó con la idea de hablar sobre la atmósfera postconcierto, «porque cuando termina el espectáculo, la vibra que todavía está en el recinto tiene algo que es muy intenso» según el guitarrista. No obstante, Schenker ha señalado que mucha gente cree que hablan de la marihuana.

## Lanzamiento y portada

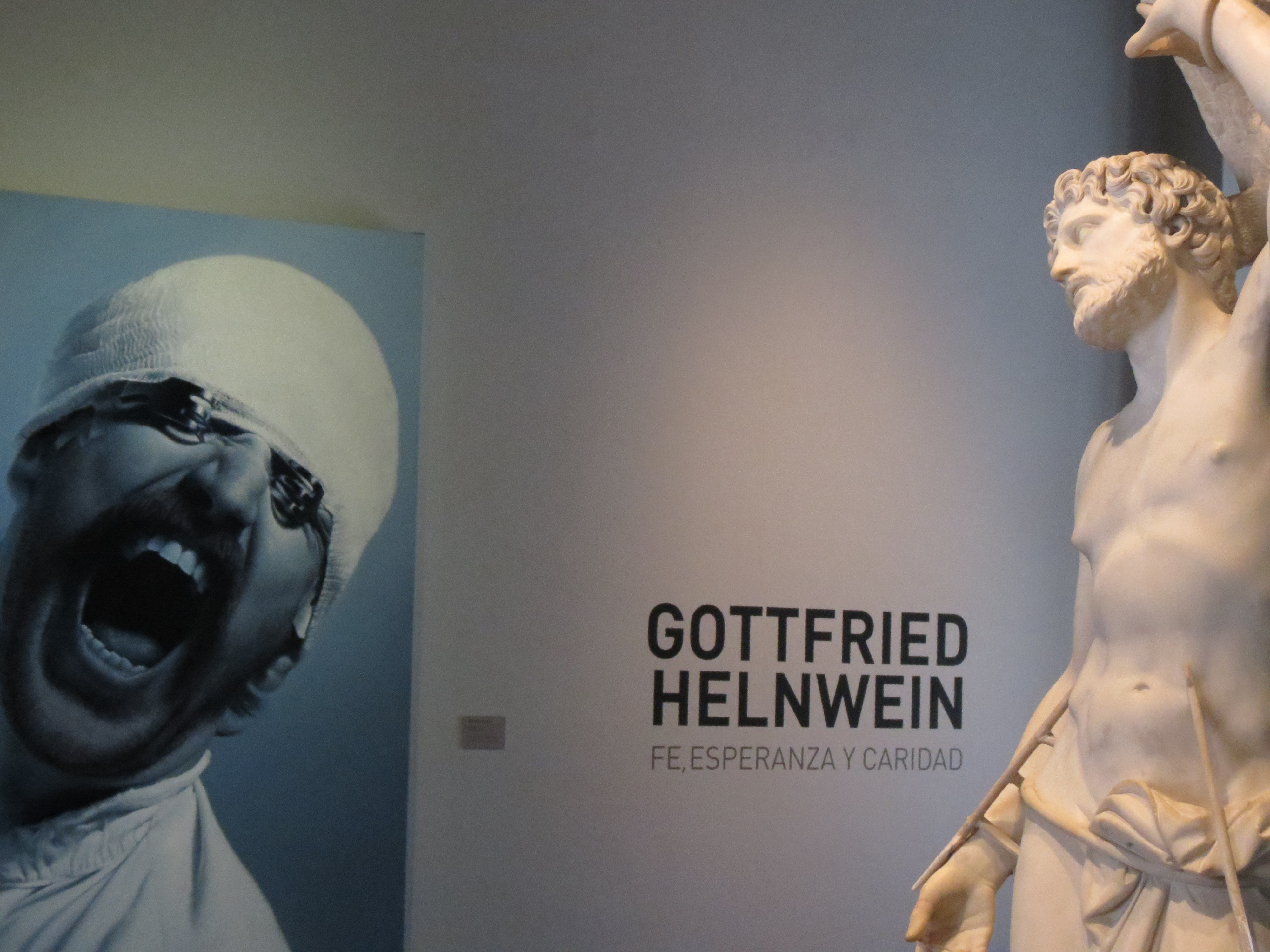
La portada es un autorretrato del artista Gottfried Helnwein, que durante los últimos años ha incluido la sesión fotográfica completa en sus exposiciones. En la imagen, el personaje de Blackout en la exposición de Helnwein en el Museo Nacional de San Carlos

Blackout salió a la venta el 29 de marzo de 1982 por los sellos Harvest/EMI para Europa y por Mercury Records para los Estados Unidos. Su portada es una obra del artista Gottfried Helnwein, a quien Schenker conoció por medio de la revista Stern. La imagen muestra al austríaco cegado en ambos ojos por tenedores y utilizando una venda en su cabeza.
Por sugerencia de la banda, Helwein la modificó ligeramente para aparecer delante de un fondo azul gritando y rompiendo un vidrio de cristal. Según el canal de televisión alemán SWR Fernsehen, «la portada parece expresar el miedo, la desesperación y la ira de ese tiempo» luego del problema vocal de Klaus Meine. El periódico alemán Stuttgarter Zeitung sugiere que la inclusión de su trabajo en un álbum de Scorpions, ayudó a Helnwein «a llegar a muchas personas que no estaban particularmente interesadas en el arte moderno».
Esta fue la primera portada de la banda desde la de Fly to the Rainbow (1974) que no sufrió censura o modificaciones severas debido a su contenido. La única variación que hubo ocurrió en Filipinas, puesto que RCA Records —distribuidor de Scorpions en Asia— editó una edición especial para radio con el fondo naranjo en vez del azul. Por años, Helnwein no quiso vender el autorretrato original, hasta que en julio de 2012 se subastó para la caridad. Con una medida de 82 x 120 cm, la pieza estaba firmada por los cinco miembros de Scorpions de aquel entonces —Klaus Meine, Rudolf Schenker, Matthias Jabs, James Kottak y Paweł Mąciwoda— y las ganancias se destinaron a la fundación alemana Agapedia, que ayuda a los niños más necesitados.

## Promoción

### Sencillos
Durante 1982 se publicaron tres sencillos para promocionar el álbum: «Now!», «No One Like You» y «Can't Live Without You». El primero de ellos, «Now!», salió a la venta el 21 de marzo solo en el mercado japonés a través de RCA Records. Por su parte, el 22 de marzo se publicó «No One Like You» y logró ser comercialmente el más exitoso de los tres, porque ingresó en las listas musicales de algunos países. En Europa, llegó hasta el puesto 3 en los recuentos de sencillos de Polonia y Francia, mientras que en el Reino Unido alcanzó la casilla 64 en el UK Singles Chart. Asimismo, llegó hasta el puesto 49 en el Top 50 Singles de la revista RPM de Canadá. En los Estados Unidos consiguió una mejor recepción, ya que logró el lugar 75 en la lista Top 100 de Cashbox, llegó al primer lugar en el Mainstream Rock Tracks de la revista Billboard —el único en su carrera en dicha lista— y logró ser el primer sencillo de Scorpions en entrar en el Billboard Hot 100, al alcanzar el puesto 65 el 17 de julio de 1982.
El 24 de mayo salió al mercado «Can't Live Without You», que consiguió los puestos 20 en la lista francesa, 47 en la Mainstream Rock estadounidense y el 63 en la británica. Por otro lado, el 31 de julio la revista Billboard señaló que habían grabado los videoclips de «No One Like You» y «Blackout», ambos dirigidos por Keith MacMillan, sin embargo, solo el primero vio la luz. Considerado como el primer video musical de la banda en la «era MTV», este se rodó en la prisión de la isla de Alcatraz, en San Francisco (California), pero al final la dirección la realizó Hart Perry.

### Gira de conciertos
Un mes antes del lanzamiento oficial del álbum, el 20 de febrero de 1982 en Birmingham (Inglaterra) comenzó la gira Blackout Tour. Durante marzo, abril y mayo, dieron varias presentaciones por distintas ciudades del Reino Unido, Francia, Alemania Occidental, Bélgica, Países Bajos y Luxemburgo, y debutaron en España con espectáculos en San Sebastián, Madrid y Barcelona, y en Italia con fechas en Bolzano, Reggio Emilia y Milán. El 6 de junio comenzó la primera sección por Norteamérica, la que se llevó a cabo en auditorios y arenas de los Estados Unidos y Canadá. Durante el mes de junio giraron junto con Rainbow y, en determinadas ocasiones, también con Riot; algunas noches cerraba los británicos y otras los alemanes. A partir del 30 de junio hasta el 13 de septiembre, Scorpions se presentó como acto principal con la compañía de Girlschool y Iron Maiden como teloneros. A finales de septiembre y principios de octubre dieron ocho conciertos en cinco ciudades de Japón y terminaron el año con dos presentaciones en Canadá (16 de octubre y 4 de noviembre). En 1983, efectuaron algunos conciertos en seis países, de los cuales destacó su participación en el US Festival en San Bernardino (29 de mayo) y su primera visita a Finlandia en el marco del festival Kuusrock (17 de julio). La gira culminó el 17 de diciembre de 1983 en el festival Rock Pop in Concert de Dortmund (Alemania Occidental). De acuerdo con la revista Billboard, la gira fue todo un éxito porque hubo varios conciertos en donde se vendieron todas las entradas, en especial en los países europeos como España, Italia, Reino Unido, Alemania, pero sobre todo en Francia. En este último rompieron algunos registros de asistencia de público, especialmente en Nantes y en el recinto Hippodrome de Pantin de París. En total, se estima que la gira convocó a 1,5 millones de personas.

## Recepción

### Crítica especializada
Blackout recibió críticas mayoritariamente positivas por parte de la prensa especializada, tanto de la época como contemporánea. La revista Billboard reseñó que, aunque el quinteto interpreta «un heavy metal con poco adornos (...) ha aprendido a tocar su música muy bien». Además, nombró como mejores canciones a «Blackout», «Dynamite», «No One Like You» y «When the Smoke is Going Dow», y afirmó que estas dos últimas «muestran el lado de la banda más accesible a la radio estadounidense». A su vez, destacó la portada la que «merece volver a mirar también». Por su parte, su coterránea Cashbox la nombró un «arena rock con venganza teutónica», un álbum «definitivamente no apto para pusilánimes» debido a que «los niveles de decibeles alcanzados rivalizan con el sonido de un V-2 aullando en el cielo». J.D. Considine de Rolling Stone comentó que Blackout «se adapta mejor al fanático heavy rock al que le gustan los ruidos desagradables y no está particularmente preocupado si lo han hecho mejor en otros lugares». Además, destacó a Klaus Meine porque «brama como Rob Halford de Judas Priest» y «sabe cómo exprimir hasta la última gota de impacto de cada canción», como también al productor Dieter Dierks, ya que «proporciona a la banda un sonido denso pero meticulosamente detallado que evita que la música se atasque». En su crítica para Record Review, John Sutherland comentó que era un «álbum brutal» y «uno de los más grandes de heavy rock», donde Scorpions demuestra «porque siempre ha sido el mejor para crear melodías que sus competidores directos (Iron Maiden, Def Leppard y Saxon)». Con una opinión similar, Steve Gett de Kerrang!, dijo «Blackout es indudablemente el mejor álbum de hard rock que he escuchado en años», porque «la batería es una roca sólida, las guitarras ruidosas y orgullosas, y la voz era brillante». Además, consideró que valió la pena esperar los dos años desde su última producción y era difícil de creer que Meine hubiera tenido problemas con su voz. La revista británica Record Business destacó la canción «Blackout» como «un clásico en su género gracias principalmente a la increíblemente poderosa voz de Klaus Meine», y comentó que las letras de determinadas canciones eran interesantes, sobre todo en «Can't Live Without You».
Barry Weber de AllMusic señaló que «fue el primer álbum de gran éxito de Scorpions, debido a su inteligente equilibrio entre pop rock, power ballads y heavy metal pegadizo». También destacó la voz «más melódica y animada que nunca» de Meine, las actuaciones de los guitarristas, el sonido de la banda en general y comentó que: «Blackout ha sido calificado como el mejor disco de Scorpions, y esa afirmación no es injusta».
El crítico musical canadiense Martin Popoff indicó que la banda «dio un paso más hacia la dominación del rock con altibajos emocionales más salvajes que su predecesor»; con un disco que presenta «éxitos más llamativos, una parte media más mainstream, un rock más afilado y un material suave más tranquilo. Pero la constancia, fue la claridad brillosa y fulminante de las guitarras». Andreas Himmelstein, de la revista alemana Rock Hard, dijo que probablemente era su disco más pesado en su historia, con «Blackout», «Now!» y «Dynamite» como las canciones más enérgicas y con «China White» como una de las mejores y más oscuras que hayan grabado. Todo ello es acompañado de una «producción nítida y de primera clase» y una «portada mundialmente famosa». Avinash Mittur del sitio web Metal Assault lo nombró «su mejor disco de todos los tiempos», que los ayudó a consolidarse «como uno de los mejores actos de hard rock de todos los tiempos». Mittur prosiguió: «A pesar de que la banda después lanzó más álbumes comercialmente exitosos, ninguno logró realmente el equilibrio perfecto de Blackout de riffs pesados, solos [de guitarra] ardientes y ganchos infinitamente pegadizos».
Eduardo Rivadavia, en su lista de los álbumes de la banda ordenados de peor a mejor desarrollada para Ultimate Classic Rock, posicionó a Blackout en el segundo lugar. En su reseña, indicó que «este fue el álbum de Scorpions que realmente despertó a los Estados Unidos (...) Estos eran los Scorpions en su momento más poderoso». En un recuento similar, Malcolm Dome de Classic Rock lo ubicó en el puesto uno, porque «los convirtió en importantes músicos internacionales» gracias «a sus momentos imperdibles como la sensibilidad pop rock de "No One Like You", las inflexiones con tintes orientales de "China White", la balada épica de "When the Smoke is Going Down" y el atronador "Dynamite"». Fraser Lewry —también de Classic Rock—, en la revisión a los álbumes remasterizados para celebrar el 50° aniversario de la banda, indicó que «es un regreso vicioso a la forma, desde la estruendosa canción principal hasta el cierre épico de "When the Smoke is Going Down"».

#### Reconocimientos
Con el paso de los años, distintos autores y medios especializados han posicionado a Blackout entre los mejores álbumes de hard rock y heavy metal. A continuación una lista de algunas de ellas:
| Autor         | Año  | Reconocimiento                                                | Puesto | Ref.   |
| ------------- | ---- | ------------------------------------------------------------- | ------ | ------ |
| Classic Rock  | 2011 | Los 100 más grandes álbumes de rock de todos los tiempos      | 74     | [ 64 ] |
| Guitar World  | 2011 | 10 mejores álbumes de guitarra de 1982 (elección de lectores) | 1      | [ 65 ] |
| Guitar World  | 2022 | Los 25 grandes álbumes de guitarra del rock de 1982           | 6      | [ 66 ] |
| Kerrang!      | 1982 | Álbumes del año                                               | 1      | [ 67 ] |
| Loudwire      | 2022 | Los 80 álbumes de hard rock+metal de los años 1980            | 59     | [ 68 ] |
| Martin Popoff | 2004 | Los 500 álbumes de heavy metal de todos los tiempos           | 78     | [ 69 ] |
| Rock Hard     | 2001 | Top 300 álbumes                                               | 64     | [ 70 ] |
| Rolling Stone | 2017 | Los 100 más grandes álbumes de metal de todos los tiempos     | 73     | [ 71 ] |

### Comercial

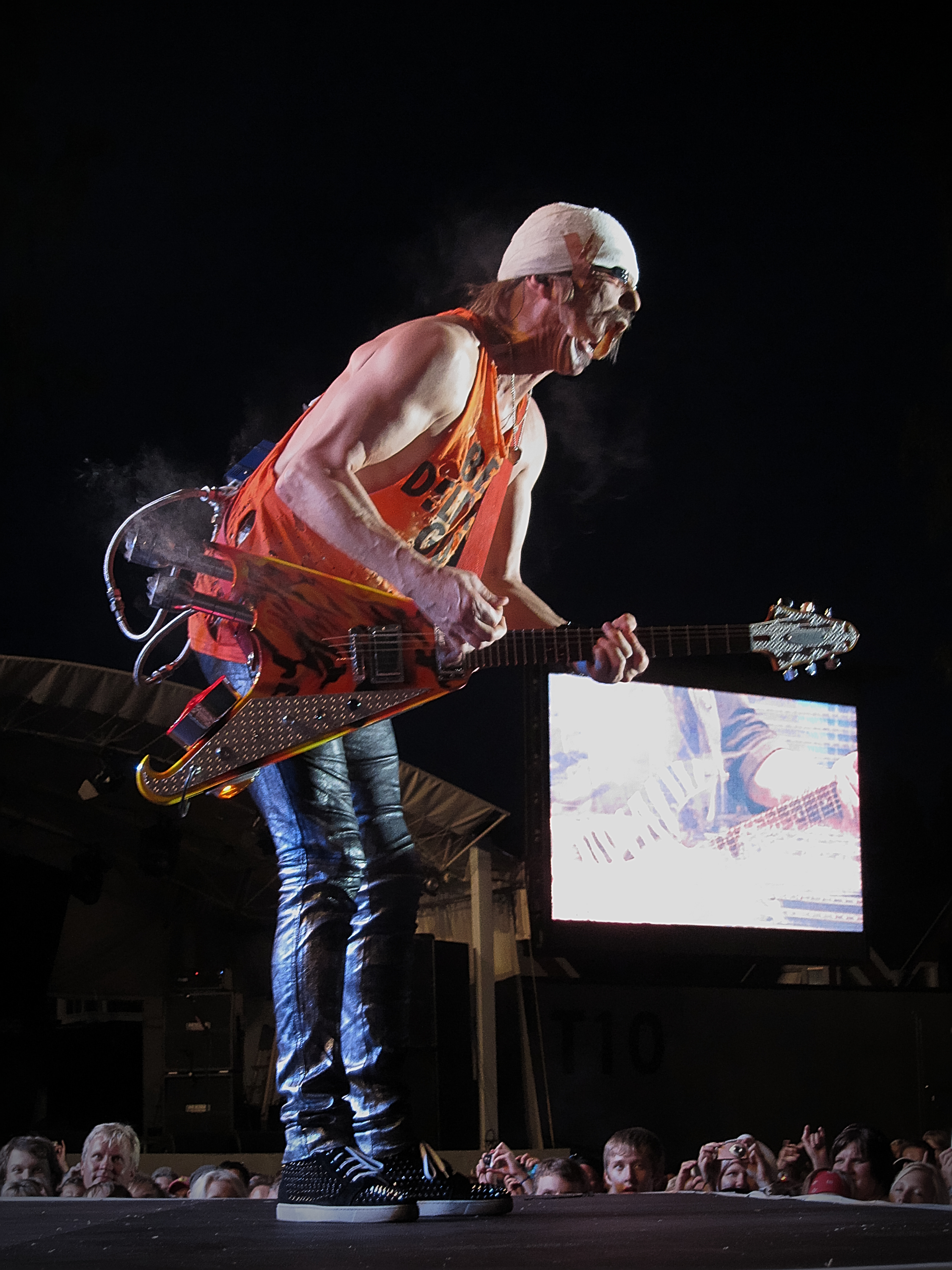
Rudolf Schenker usualmente personifica en vivo al personaje de la portada con una máscara, mientras interpretan «Blackout»

Gracias a sus álbumes anteriores, Scorpions había conseguido una positiva notoriedad comercial en algunos países (Francia y Japón, principalmente), pero
es con Blackout cuando se consolidan como un referente en los principales mercados mundiales. El 29 de marzo, mismo día de su publicación, debutó en la lista alemana Media Control Charts en el puesto 46 y para el 12 de abril logró el décimo lugar como máxima posición; con veintitrés semanas en total, terminó en el puesto 69 en el recuento anual. El 20 de abril se situó en la casilla 12 en el Sverigetopplistan de Suecia, mientras que en el Reino Unido lo hizo en la 11 en el UK Albums Chart, la mejor posición conseguida por uno de sus álbumes en este último país. Asimismo, Blackout marcó el debut de Scorpions en las listas musicales de los Países Bajos y Finlandia, porque alcanzó el puesto 45 en el Dutch Top 100 Albums y el 12 en el Suomen virallinen lista, respectivamente. En Francia, por su parte, llegó hasta el número uno en el conteo nacional y en solo diez días la Syndicat National de l'Édition Phonographique (SNEP) lo certificó de disco de oro, por vender más de 100 000 copias. Hasta el 2018, la empresa francesa Infodisc estimó sus ventas en ese país en 369 600 unidades, sin tener en cuenta streaming.
En los Estados Unidos, Blackout llegó a ser el primer álbum de Scorpions en ubicarse entre los diez discos más vendidos en la lista Billboard 200, dado que el 29 de mayo alcanzó el puesto 10 y sumó un total de 74 semanas en la lista. De igual manera, el 22 de mayo se situó en la casilla 15 en el Top 100 Albums desarrollado por Cashbox. El 24 de junio de 1982 la Recording Industry Association of America (RIAA) le entregó un disco de oro —la primera certificación discográfica de la banda en ese país—, mientras que el 8 de marzo de 1984 logró el de platino, en representación al millón de copias vendidas. Con ello, logró ser el segundo álbum de heavy metal en conseguir esa certificación durante el primer cuarto de 1984 —después de Shout at the Devil de Mötley Crüe— y se estimó que Scorpions fue el primer artista alemán en obtener un disco de platino en los Estados Unidos desde que se instauraron esas certificaciones en 1976.
Por su parte, en Canadá llegó hasta el puesto 11 en la lista de álbumes elaborada por la revista RPM y en 1984 la aquel entonces Canadian Recording Industry Association (CRIA) lo certificó de disco de platino, por vender más de 100 000 copias. En 1985, la Asociación Mexicana de Productores de Fonogramas y Videogramas (AMPROFON) le entregó un disco de oro por superar las 100 000 copias comercializadas. Schenker comentó que este caso era muy curioso, porque hasta entonces la banda nunca se había presentado en vivo en México —recién lo hizo en 1993 como parte del Face the Heat Tour—, pero demostraba el acertado manejo que poseía EMI Music para posicionarlos en otros mercados. De acuerdo con Billboard, el éxito comercial de Blackout ayudó a revitalizar las ventas de las anteriores producciones de la banda: Tokyo Tapes (1978), Lovedrive (1979) y Animal Magnetism (1980).

## Edición 50° aniversario de la banda
El 6 de noviembre de 2015, como parte de la celebración del 50° aniversario de la banda, el disco se remasterizó bajo el nombre de Blackout 50th Anniversary. Esta reedición contó con cuatro pistas adicionales: las versiones demo de «Blackout» y de tres canciones que fueron descartadas del proceso final. Por su parte, en Alemania se incluyó un cuarto bonus track, la canción «All My Love». Adicionalmente, venía un DVD con el concierto en vivo en el festival Rock Pop in Concert, celebrado el 17 de diciembre de 1983 en Dortmund (Alemania) en el marco de la gira promocional. Dentro del listado de canciones estaban incluidas las canciones «Make It Real» y «The Zoo», que no fueron transmitidas por la televisión alemana en su momento. De igual manera, contenía los videos musicales de «No One Like You» y «Arizona», como también un documental sobre la historia del álbum con entrevistas a Klaus Meine, Rudolf Schenker, Matthias Jabs y Herman Rarebell.

## Lista de canciones
| N.º | Título                         | Escritor(es)                               | Duración |  |
| 1.  | «Blackout»                     | Schenker, Meine, Rarebell, Sonja Kittelsen | 3:51     |  |
| 2.  | «Can't Live Without You»       | Schenker, Meine                            | 3:46     |  |
| 3.  | «No One Like You»              | Schenker, Meine                            | 3:57     |  |
| 4.  | «You Give Me All I Need»       | Schenker, Rarebell                         | 3:40     |  |
| 5.  | «Now!»                         | Schenker, Meine, Rarebell                  | 2:35     |  |
| 6.  | «Dynamite»                     | Schenker, Meine, Rarebell                  | 4:14     |  |
| 7.  | «Arizona»                      | Schenker, Rarebell                         | 4:00     |  |
| 8.  | «China White»                  | Schenker, Meine                            | 7:00     |  |
| 9.  | «When the Smoke Is Going Down» | Schenker, Meine                            | 3:55     |  |

| Pistas adicionales en la versión 50th Anniversary |                                            |                                      |          |  |
| N.º                                               | Título                                     | Escritor(es)                         | Duración |  |
| 10.                                               | «Blackout» (versión demo)                  | Schenker, Meine, Rarebell, Kittelsen | 4:06     |  |
| 11.                                               | «Running for the Plane» (versión demo)     | Schenker, Meine                      | 4:11     |  |
| 12.                                               | «Sugar Man» (versión demo)                 | Schenker, Meine, Matthias Jabs       | 4:28     |  |
| 13.                                               | «All My Love» (versión demo)               |                                      |          |  |
| 14.                                               | «Searching for the Rainbow» (versión demo) | Schenker, Meine                      | 3:59     |  |

### DVD - Edición 50th Anniversary
| N.º | Título                                                      | Escritor(es)                         | Duración |  |
| 1.  | «Blackout» (en vivo)                                        | Schenker, Meine, Rarebell, Kittelsen | 3:40     |  |
| 2.  | «Loving You Sunday Morning» (en vivo)                       | Schenker, Meine, Rarebell            | 4:46     |  |
| 3.  | «Coming Home» (en vivo)                                     | Schenker, Meine                      | 3:14     |  |
| 4.  | «Always Somewhere» (en vivo)                                | Schenker, Meine                      | 4:11     |  |
| 5.  | «Holiday» (en vivo)                                         | Schenker, Meine                      | 3:04     |  |
| 6.  | «Can't Live Without You» (en vivo)                          | Schenker, Meine                      | 6:34     |  |
| 7.  | «Dynamite» (en vivo)                                        | Schenker, Meine, Rarebell            | 6:20     |  |
| 8.  | «Make It Real» (en vivo - no fue transmitido originalmente) | Schenker, Rarebell                   | 3:33     |  |
| 9.  | «The Zoo» (en vivo - no fue transmitido originalmente)      | Schenker, Meine                      | 7:12     |  |
| 10. | «No One Like You» (video musical)                           | Schenker, Meine                      | 3:53     |  |
| 11. | «Arizona» (video musical)                                   | Schenker, Rarebell                   | 3:47     |  |
| 12. | «The Story of Blackout» (documental)                        |                                      | 43:38    |  |

## Posicionamiento en listas musicales
| País           | Lista (1982)                        | Posición |
| -------------- | ----------------------------------- | -------- |
| Alemania       | Media Control Charts                | 10       |
| Canadá         | RPM Top 100 Albums                  | 11       |
| Estados Unidos | Billboard 200                       | 10       |
| Estados Unidos | Billboard Rock Albums               | 2        |
| Estados Unidos | Cashbox Top 100 Albums              | 15       |
| Estados Unidos | Record World Albums                 | 46       |
| Finlandia      | Suomen virallinen lista             | 12       |
| Francia        | French Albums Chart                 | 1        |
| Japón          | Japan Albums Chart                  | 47       |
| Países Bajos   | Dutch Top 100 Albums                | 45       |
| Reino Unido    | Record Business Albums/Tapes Top 60 | 7        |
| Reino Unido    | UK Albums Chart                     | 11       |
| Suecia         | Sverigetopplistan                   | 12       |
| País           | Lista (1984)                        | Posición |
| Estados Unidos | Billboard Top Current Album Sales   | 112      |
| País           | Lista (2015)                        | Posición |
| Alemania       | Media Control Charts                | 43       |
| Bélgica        | Ultratop                            | 95       |
| Francia        | French Albums Chart                 | 172      |
| Japón          | Japan Albums Chart                  | 44       |
| Reino Unido    | Rock & Metal Albums Chart           | 27       |
| Suiza          | Schweizer Hitparade                 | 77       |

| País           | Lista (1982)           | Posición |
| -------------- | ---------------------- | -------- |
| Alemania       | Media Control Charts   | 69       |
| Canadá         | RPM Top 100 Albums     | 82       |
| Estados Unidos | Billboard 200          | 37       |
| Estados Unidos | Cashbox Top 100 Albums | 75       |
| Francia        | French Albums Chart    | 9        |

## Certificaciones
| País           | Organismo certificador | Certificación | Ventas certificadas | Ref.   |
| -------------- | ---------------------- | ------------- | ------------------- | ------ |
| Estados Unidos | RIAA                   | Platino       | 1 000               | [ 83 ] |
| Canadá         | CRIA                   | Platino       | 100 000             | [ 87 ] |
| Francia        | SNEP                   | Oro           | 100 000             | [ 77 ] |
| México         | AMPROFON               | Oro           | 100 000             | [ 88 ] |

## Créditos
| - Klaus Meine: voz - Rudolf Schenker: guitarra rítmica, acústica y líder en «China White», coros - Matthias Jabs: guitarra líder, rítmica y acústica - Francis Buchholz: bajo - Herman Rarebell: batería - Don Dokken: coros | - Dieter Dierks: producción - Gottfried Helnwein: diseño de portada - Gerd Rautenbach: ingeniería de sonido y mezcla - Bob Ludwig y Howie Weinberg: masterización - Robert Ellis: fotografía |

Fuente: Contraportada de Blackout y página web oficial de Scorpions.